# Río Cuervo
El río Cuervo es un curso de agua del interior de la península ibérica, afluente del Guadiela. El río, que discurre por la provincia española de Cuenca, pertenece a la cuenca hidrográfica del Tajo. El entorno de su nacimiento está protegido como monumento natural.

## Curso
Nace junto a la localidad conquense de Vega del Codorno, concretamente en la falda occidental de la Muela de San Felipe, a unos 1469 metros de altitud, dentro del término municipal de la ciudad de Cuenca. Desemboca en el Guadiela, afluente del Tajo, junto a la localidad de Puente de Vadillos, tras recorrer parte de la serranía conquense y pasar por el conocido balneario y planta embotelladora de agua mineral de Solán de Cabras. El Cuervo pertenece, por tanto, a la cuenca hidrográfica del Tajo. En su curso existe un único embalse llamado La Tosca, en la localidad de Santa María del Val, de apenas 3 hectómetros cúbicos de capacidad.

## El nacimiento del río Cuervo, monumento natural

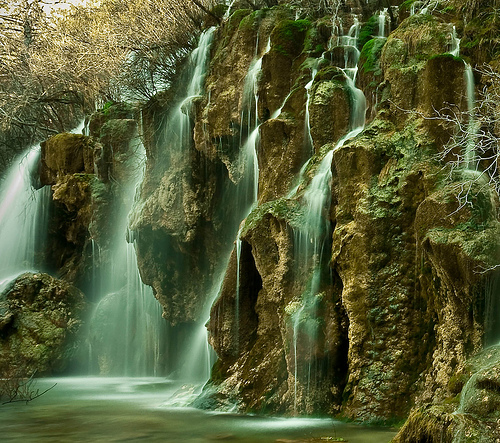
Saltos de agua en el nacimiento del río Cuervo.

El nacimiento del río Cuervo fue declarado monumento natural en 1999 y ocupa una superficie de 1709 hectáreas. En este lugar, el agua (cuando lleva) brota de un manantial travertínico y escurre por enormes estalactitas de roca calcárea (toba) recubierta de musgo, formando unas largas chorreras que se congelan en invierno, ofreciendo una bella estampa fotografiada miles de veces cada año. En el nacimiento se pueden observar grutas tras las cascadas y simas en sus alrededores y es relativamente frecuente que se produzcan, de manera natural, derrumbamientos de sus barreras tobáceas.

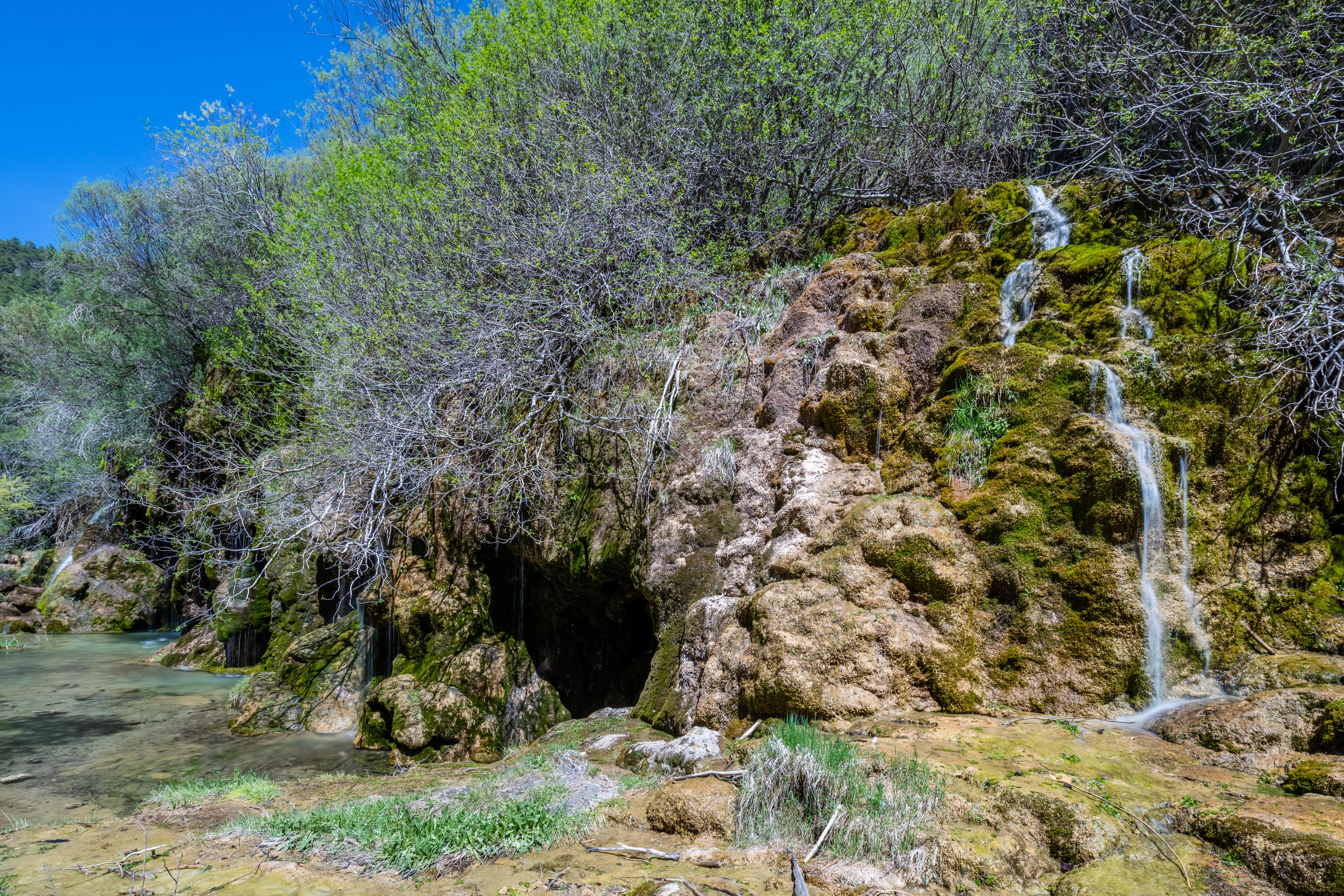
Nacimiento del río Cuervo.

Su particular localización hace que en este lugar exista un microclima continental húmedo, albergando una flora única, siendo buen ejemplo de ello las diversas especies de orquídeas presentes en la zona. El resto de especies destacables constituyen una variada vegetación ripícola arbustiva y arbórea como lo son los tilos, avellanos, arces negros, tejos y acebos que acompañan a los ejemplares de pino laricio y albar típicos de la serranía conquense.
El nacimiento del río Cuervo, que está protegido como monumento natural, está ubicado entre los parques naturales del Alto Tajo, al noreste, y de la Serranía de Cuenca, al sur. Al lugar puede acceder, entre otros lugares, desde la localidad de Tragacete, de la que dista unos 12 km por carretera. Existen sendas señalizadas para facilitar la visita, además de servicios hosteleros y un punto de información e interpretación en sus inmediaciones.